# Peltotunturi
Ej att förväxla med Peltotunturi (Bealdoaivi, Piälduáivi) i Muotkatunturiområdet.
Peltotunturi är ett fjäll i Finland.   Den ligger i den ekonomiska regionen Norra Lappland och landskapet Lappland, i den norra delen av landet, 900 km norr om huvudstaden Helsingfors. Toppen på Peltotunturi är 425 meter över havet.
Terrängen runt Peltotunturi är huvudsakligen platt.  Trakten runt Peltotunturi är nära nog obefolkad, med mindre än två invånare per kvadratkilometer. Det finns inga samhällen i närheten. Omgivningarna runt Peltotunturi är i huvudsak ett öppet busklandskap.